# Idioma Kalix
El dialecto de Nederkalix (endónimo kölismåle) es un dialecto tradicional del sueco de Norrland, hablado en las parroquias históricas (sueco: socknar) de Nederkalix y Töre, en el actual municipio de Kalix en Norrbotten en Suecia, junto con las lenguas sami, finlandés, Meänkieli, Overkalix y sueco (idioma oficial nacional). Al igual que otras lenguas escandinavas, el dialecto de Nederkalix procede principalmente del idioma protonórdico y más tarde nórdico antiguo, que era hablado por los inmigrantes y colonos germánicos agricultores durante la época de los vikingos.

## Historia
Mientras que las lenguas sami se sabe que existían en los alrededores de Kalix durante varios miles de años, el dialecto de Nederkalix desciende de los inmigrantes germanos que llegaron a lo largo de la costa de la bahía de Botnia, usando barcos y viviendo de pesca y agricultura al lado de los ríos. Se cree que los primeros agricultores se adueñaron de las primeras tierras en el valle del río Kalix alrededor del 1100 d. C., aunque no hay fechas exactas. Los valles de los ríos de la zona reunían más posibilidades de ser visitados por las expediciones vikingas, incluso sin haber encontrado evidencias directas de esto en el río Kalix. 
La impresionante iglesia de Kalix es probablemente construida a mediados del 1400 d. C., y resulta ser una clara evidencia de la considerable población de la sociedad de la época y la sus dimensiones presuponen la intención de ser llenada. La población de aquel entonces hablaba una forma de dialecto de Nederkalix desarrollado con anterioridad.

## Documentación
Los manuscritos más antiguos sobrevivientes del dialecto de Nederkalix fueron escritos en 1879 por Olof Gustav Wiklund, nacido en 1857 en Nederkalix. Como estudiante en Uppsala publicó un documento que describía de la siguiente manera: "el idioma da aquí, ya que se habla alrededor de la iglesia". El dialecto de Nederkalix es más tarde descrito en una tesis de la Universidad de Uppsala realizada por Hulda Rutberg en el año 1924. En los tiempos modernos el dialecto de Nederkalix no difiere significativamente de forma gramatical de estos documentos, pero contiene una gran cantidad de palabras prestadas del inglés, del sueco y de otros idiomas. 
La communidad local para mantener el idioma ha publicado varios diccionarios y más recientemente se ha creado la posibilidad de un curso en línea (en inglés) para aprender el idioma.

## La proximidad geográfica de las lenguas ugrofinesas
La región alredodor del río Kalix es la zona más oriental de la costa de la bahía de Botnia que extendieron los colonos germánicos. Al este se encuentra un borde lingüístico, situado entre los pueblos Säivis y Sangis, entre el habla meänkieli y dónde se hablaba el dialecto de Nederkalix. En la parte norte también se habla lenguas sami. Ambos idiomas pertenecen al grupo de lenguas ugrofinesas.

## Un continuo dialectal nórdico y germánico
El dialecto de Nederkalix pertenece a un continuo dialectal nórdico y germánico que se extiende a lo largo de la bahía de Botnia, y los valles de los ríos de esa zona. En la parte occidental se ha hablado tradicionalmente Lulmale, Pitmale, etc. en sus respectivas localidades Luleå and Piteå y a lo largo de la costa, habiendo una Inteligibilidad mutua con el dialecto de Nederkalix. 
Hacia el norte a lo largo del río Kalix se encuentra estrechamente relacionado con el idioma Overkalix, que a su vez es influenciado de las lenguas sami y meänkieli en su sonido, aunque por lo demás tiene la misma base que el dialecto de Nederkalix. La razón de la disminución de contacto entre Overkalix y Kalix fue porque el río Kalix, a la altura de Morjärv, tiene una formación geográfica que impide mantener a las ciudades un contacto. 
Más al este, hay similitudes obvias entre las lenguas y dialéctos germánicos con el archipiélago finlandés. Esto muestra que las personas se movieron a lo largo de la costa en ambas direcciones.

## Fonética
Según Rutberg, el dialecto de Nederkalix tiene 18 vocales, 10 vocales-diptongos y 29 consonantes. También se caracteriza por sus acentos diacríticos, dónde una vocal se repite dos veces. Ejemplos de ello son los verbos “åt å:åk” (ir), adjetivos como “di jåra rö:ö” (son de color rojo), y otras clases de palabras.
| IPA | IPA   | Latin | Traducción      |
| --- | ----- | ----- | --------------- |
| i   | iːln  | i:ln  | el fuego        |
| ɪ   | hɪn   | hin   | aquí            |
| y   | snyːn | sny:n | la nieve        |
| ʏ   | ʏvɪ   | yvi   | encima          |
| e   | ve:r  | ve:r  | tiempo          |
| ɛ   | mɛstɛ | meste | casi            |
| æ   | ʝæɾ   | jär   | esta            |
| ø   | røː   | rö:   | rojo            |
| œ   | nœ    | nö    | ahora           |
| ʉ   | hʉl   | hul   | estaba haciendo |
| ʊ   | ʝʊ    | jo    | si              |
| a   | anar  | anar  | otro            |
| ɑ   | lɑːk  | la:k  | largo           |
| ɒ   | kɒm   | kom   | vení            |
| ɔ   | gɔːɳ  | gå:rn | el jardín       |

## Gramática
Además de las similitudes obvias con muchas otras lenguas escandinavas el dialecto de Nederkalix tiene similitudes gramaticales con el alemán. Por ejemplo, la conjugación del femenino en el dativo y genitivo. También tiene similitudes con el inglés, en el parecido de los adjetivos en plural y singular. A su vez, es posible encontrar una gran cantidad de rasgos gramaticales del nórdico antiguo.

### Género
El dialecto de Nederkalix tiene tres géneros:
- Femenino: por ejemplo, "ha:ta" (la mano), "nagla" (el clavo), "å:dra" (la vena), "sköuldra" (el hombro), "påp:a"(el padre), "måm:a" (la madre), "kjat:a" (el gato)
- Masculino; por ejemplo,"fåotn"(el pie), "armen"(el brazo), "armboan"(el codo), "tåomen"(el pulgar), "måon"(la boca)
- Neutro: "öe"/"öge"(el ojo), "höure"(la cabeza), "bene"(la pierna), "feingre"(el dedo)

Hay que tener en cuenta que no siempre el género gramatical corresponde con el sexo real. Hay muchos ejemplos dónde la norma no se aplica. Por ejemplo,“i på:åp” (un padre), o “påp:a” (el padre) que es una palabra femenina en el idioma de Kalix.

### Forma definida en los sustantivos
Normalmente se utiliza el sustantivo en forma definida. Ejemplo, "kölismåle" (el dialecto de Nederkalix), "je skå nå:åp i gröut ve bera" - voy a recoger (las) bayas, "kunin jåra ät som kåran" - (las) mujeres no son como (los) hombres. Esta forma específica definida domina en todos los idiomas y dialectos del norte de Escandinavia.

### Casos
El dativo se diferencia del acusativo y del nominativo. Por ejemplo, "Din jär SkåoLa, je siti ini skå:oLn." (allí está la escuela, yo estoy en la escuela), o "je sei tjälarn, he lik na ini tjälaro"(veo el sótano, hay algo en el sótano). 
Hay varias formas del genitivo. Ejemplo, "Je ha ons Enok bi:l"(tengo el coche de Enok), "je fick bre:ve än Anna"(he recibido la carta de Ana), "kLåk:a gran:o"(el reloj del vecino).

### Verbos
Los verbos se conjugan de manera distinta en singular y en plural; por ejemplo, "hån jär" (él es) pero "di jåra" (ellos son), "hö löut se"(ella se inclina) pero "di lö:ut se"(ellos se inclinan).

### Adjetivos
Muchos adjetivos son iguales en singular y plural, como en inglés, a diferencia de otras muchas otras lenguas escandinavas, por ejemplo, "dö:rn jär ipi" (la puerta está abierta / the door is open) y "doran jåra ipi" (las puertas están abiertas / the doors are open), "bå:ne jär vötchin" (el bebé está despierto / the child is awake ) y "bå:na jåra vötchin" (los niños están despiertos / the children are awake).

## Ortografía
En las primeras investigaciones de Rutberg para describir el dialecto de Nederkalix, se utiliza un alfabeto fonético (sueco: Landsmålsalfabetet), desarrollado por Johan August Lundell en 1878. La forma ortográfica más común es sin embargo, una forma modificada del alfabeto latino, con å, ä, ö, “l“ gruesa, apóstrofes o los dos puntos para marcar las vocales largas, etc. En los recientes proyectos sobre el idioma  se ha utilizado un alfabeto fonético basado en una versión simplificada del Alfabeto Fonético Internacional, IPA, ya que es compatible con los equipos modernos, y también aclara la pronunciación de una buena manera. El modo scientifico antiguo es, sin embargo, la forma más exacta para describir las lenguas escandinavas, y el nuevo alfabeto de IPA está por eso basado en las descripciones de Rutberg con el alfabeto fonético antiguo.